# Ethniki Odos 82
Die Ethniki Odos 82 (griechisch Εθνική Οδός 82 ‚Nationalstraße 82‘) ist eine Straßenverbindung in Griechenland. Sie verläuft in West-Ost-Richtung im Süden der Halbinsel Peloponnes.

## Verlauf

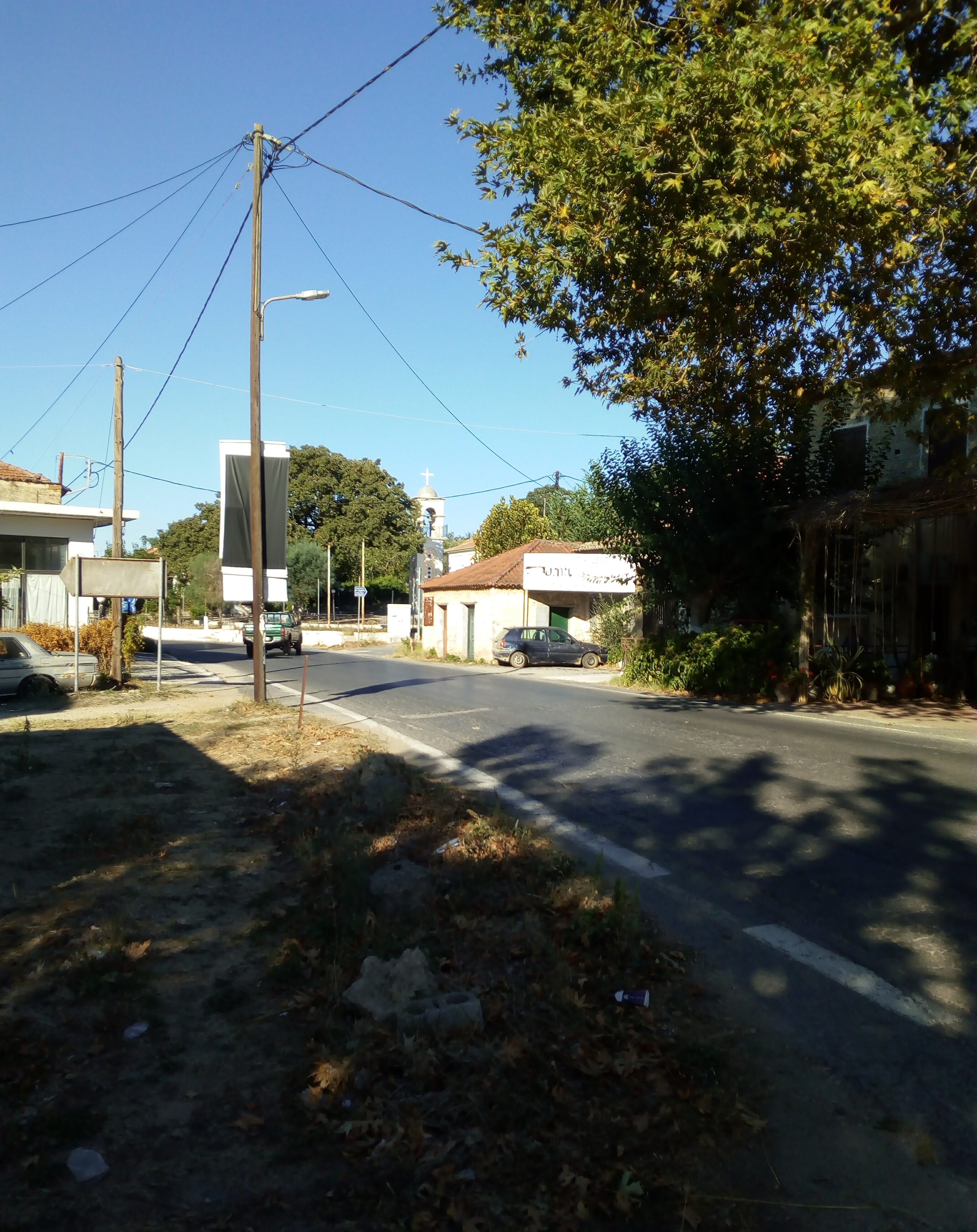
Die Straße in Kazarma (Messenien)

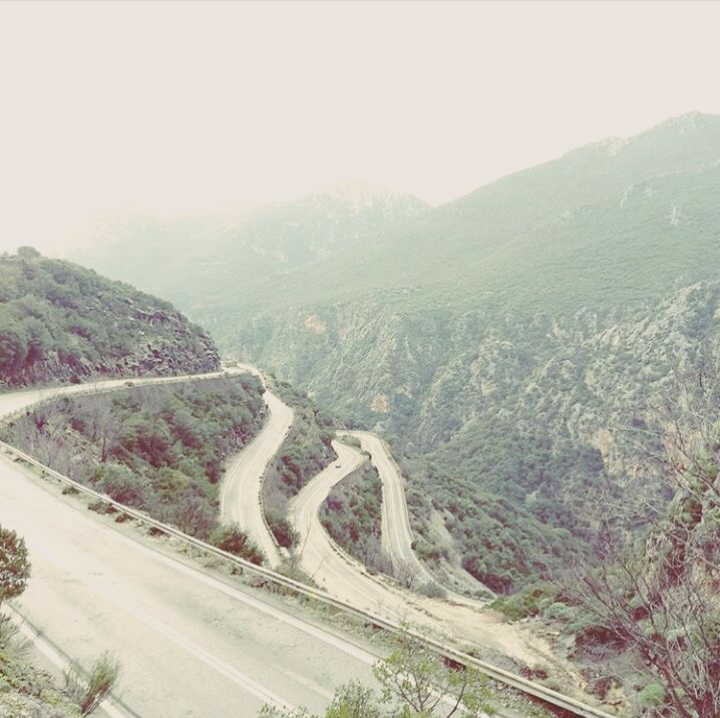
Straßenverlauf durch die Taygetos-Berge

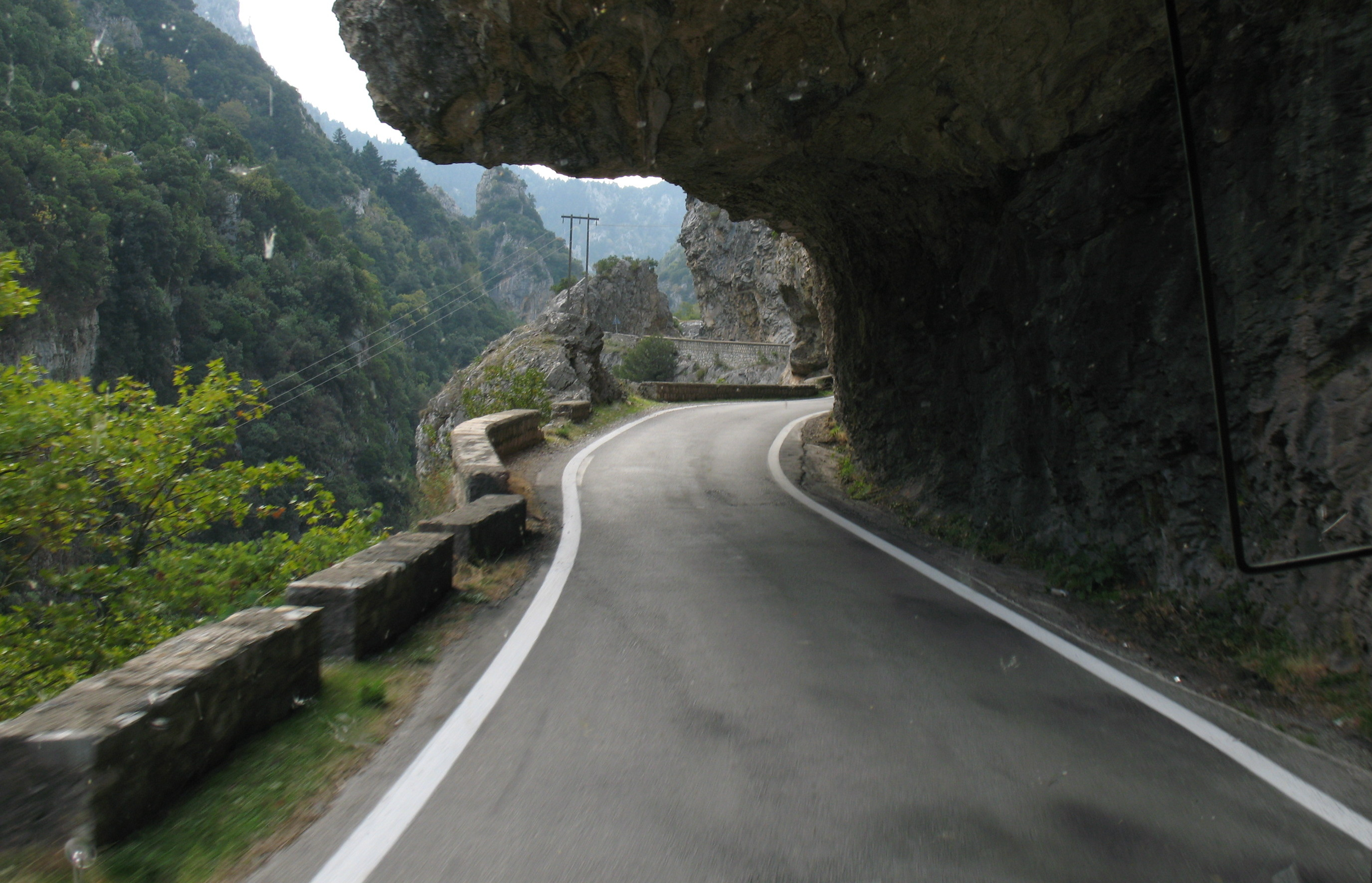
Felsenüberhang westlich von Trypi

Die Straße beginnt im Westen rund 3 km nördlich der auch unter ihrer italienischen Bezeichnung Navarino bekannten Küstenstadt Pylos (Πύλος) an der Straße Ethniki Odos 9 und führt nach Osten durch das Binnenland Messeniens über Chandrinos, Soulinari, Kazarma, Neromylos und Rizomylos (Ausbau zwischen Pylos und Rizomylos mit Neutrassierung geplant oder im Bau) nach Velika an der Meeresbucht Ormos Petalidiou. Von dort setzt sie sich küstennah über Messini (Μεσσήνη) zur Nationalstraße Ethniki Odos 7 fort, die sie rund drei Kilometer vor der Hafenstadt Kalamata (Καλαμάτα) erreicht und mit der sie gemeinsam in die Stadt führt. Sie verlässt diese nach Osten, quert dabei das Ende der Autobahn Aftokinitodromos 7 und führt nach Nordosten, teilweise im Tal des Flusses Nedontas, weiter über Artemisia serpentinenreich über die Passhöhe Langada (1310 m) in das Taygetos-Gebirge, das Messenien von Lakonien scheidet. Der Abstieg führt über Trypi nördlich an der Ruinenstadt Mystras (UNESCO-Weltkulturerbe) vorbei und weiter über Magoula nach Sparta (Σπάρτη), wo die nur 5 km lange Straße Ethniki Odos 84 nach Mystras abgeht und in dessen Zentrum sie die Ethniki Odos 39 kreuzt und an der östlich um die Stadt geführten Umgehungsstraße endet.